# Dynastia Konbaung

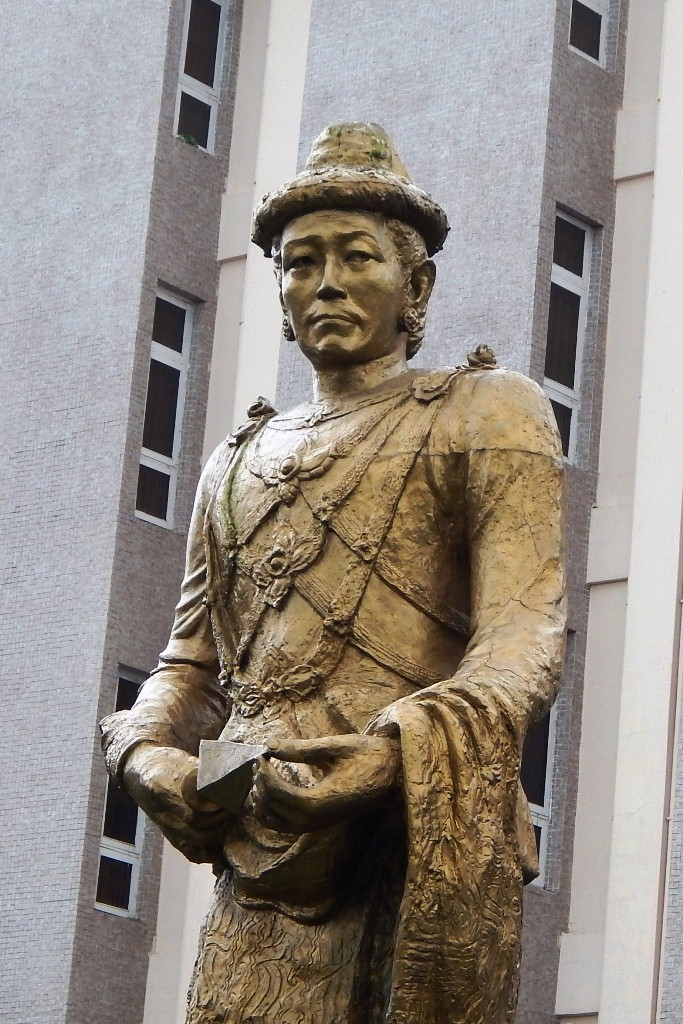
Alaungpaya, założyciel dynastii.

Dynastia Konbaung – birmańska dynastia założona przez króla Alaungpaję, panująca w latach 1752–1885.

## Historia
Dynastia została założona w 1752 r. przez wodza wioski, znanego później jako Alaungpaja, w reakcji na obalenie dynastii Taungu przez Odrodzone Królestwo Hanthawaddy. Do 1759 roku siły Alaungpayi ponownie zjednoczyły całą Birmę i Manipur, wyparły też Francuzów i Brytyjczyków, którzy dostarczyli Hanthawaddzie broń.
Alaungpaja po przejęciu władzy ustanowił stolicę w mońskim mieście Dagon. Następcy Alaungpaji w dalszym ciągu przyłączali inne państwa do Birmy, na północy podbito Arakan, Asam i Manipur, zaś na południu księstwo Wientianu, Chiang Maj i Ajutthaję. W wyniku interwencji wojsk chińskich Birma nie zdołała utrzymać kontroli na ziemiach tajskich. W wyniku wojen z Wielką Brytanią w latach 1824–26, 1852, 1885 państwo utraciło pozostałe terytoria. III wojna brytyjsko-birmańska doprowadziła do upadku królestwa, a Birma stała się kolonią Indii Brytyjskich.

## Władcy Birmy z dynastii Konbaung
- Alaungpaya (1752–1760)
- Naungdawgyi (1760–1763)
- Hsinbyushin (1763–1776)
- Singu (1776–1782)
- Phaungka (1782)
- Bodawpaya (1782–1819)
- Bagyidaw (1819–1837)
- Tharrawaddy (1837–1846)
- Pagan (1846–1853)
- Mindon (1853–1878)
- Thibaw (1878–1885)